# Spinoclosterium curvatum
Spinoclosterium curvatum là một loài Song tinh tảo trong họ Desmidiaceae, thuộc chi Spinoclosterium.